# 推理雑誌 (台湾)
推理雑誌（すいりざっし、『推理』雑誌とも表記される）は、台湾でかつて刊行されていた月刊推理小説雑誌。林仏児により創設された「推理雑誌月刊社」（推理雜誌月刊社）が出版していた。1984年11月に創刊され、2008年4月の最終号まで全282巻が刊行された。

## 概要
「推理雑誌」は推理小説および関連する評論の掲載を主たる内容としており、推理小説の市場が未成熟だった当時の台湾にあって、みずからそれを押し広め、普及させる役割を果たした。計282巻に上る「推理雑誌」には、のちに台湾の出版社に目を止められ、翻訳・出版される欧米・日本の推理作家が数多く紹介されていた。
エドワード・D・ホック、アガサ・クリスティ、ドロシー・L・セイヤーズ、ジャック・フットレル、宮部みゆき、東野圭吾、島田荘司、綾辻行人など、その例は枚挙に暇がない。
一方で「推理雑誌」は、中国語による推理小説創作の可能性を積極的に押し広げた。現在台湾推理界の重要人物となっている推理作家の多くは、「推理雑誌」に作品が掲載されている（たとえば葉桑、藍霄、既晴など）。また同時に、「推理雑誌」は多くの推理小説評論家をも育てた。傅博（島崎博）、黄鈞浩といった評論家の台湾推理界での名声は、「推理雑誌」に発表された文章によって築き上げられたものである。

## 歴史
「推理雑誌」は台湾での推理小説の創作を押し広げた最も重要な雑誌である。この雑誌以前にも、1951年の『偵探月刊』、『偵探之王』、『大偵探』などの雑誌があったが、内容の多くはアメリカの大衆雑誌から翻訳した短編小説だった。
1984年11月、林仏児が推理雑誌月刊社を創立し、「推理雑誌」を出版、自ら編集主幹を担当した。内容は日本の作品が主で、欧米及び台湾の作品も収録していた。台湾のほか、海外でも発行され、海外では600部前後の売り上げがあった。
林仏児は52号まで主編を務め、その後鄭秀媛が53-54号、呂秋恵が55-168号の主編を務めた。林は1988年10月に一家でカナダに移住し、アメリカでの生活と台湾での仕事で体が持たず、権限を部下に譲ったが、これで林仏児が編集と経営に関わらなくなったわけではなく、53号より奥付に「総編集」という役職ができ、林がその職に付いた。168号を最後に呂が解任され、林が再び編集を仕切るようになったが、役職は総編集のままだった。空席だった主編は224号になってから李英担が担当し、最終号まで務めた。
「推理雑誌」は合計282巻を刊行し、2008年4月に休刊となった。

## 貢献
日本の推理小説の普及
林仏児自身は主に日本の推理小説を読んでおり、読者を育成し知識を増やすため、雑誌上に推理小説および作家を紹介するコラムを作った。それにより日本の推理小説の情報が入手しやすくなり、ほかの出版社も次々と日本の推理小説を出版するようになった。
台湾の創作推理小説の発展
「推理雑誌」には台湾の作家による作品が毎号1〜3編掲載されていた。現在の台湾の主要な推理作家（葉桑、藍霄、既晴など）は多かれ少なかれ皆「推理雑誌」上に作品を発表している。また、日本で雑誌『幻影城』を創刊した傅博（島崎博）が「推理雑誌」上で発表した文章は推理小説に理論体系を提供し、当時の多くの作家の基準となった。